# Bergbau bei Endorf

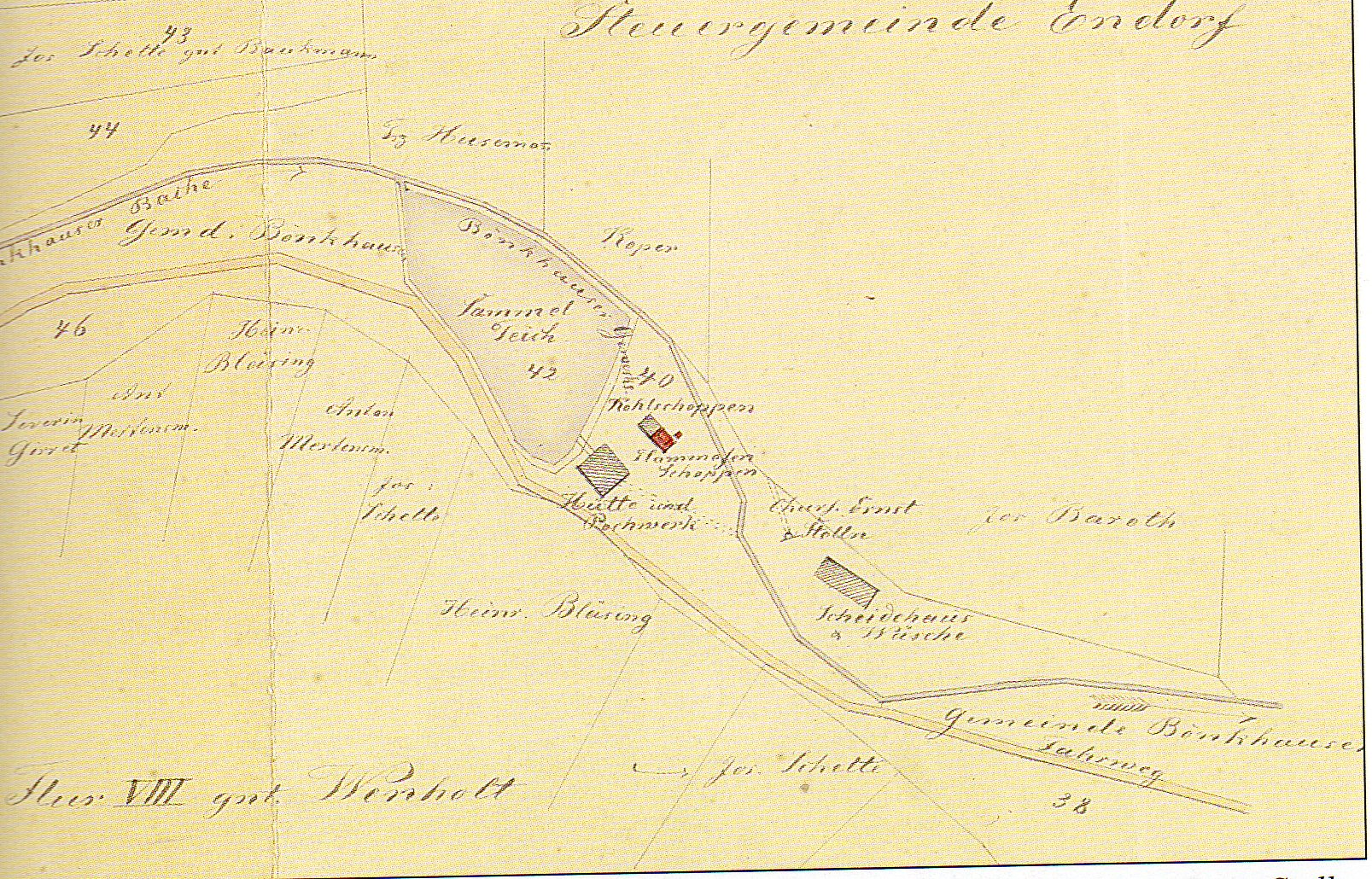
Ausschnitt aus der Konzessionskarte zum Bau einer zweiten Bleihütte in Bönkhausen von 1853

Der Bergbau bei Endorf und dem dazu gehörigen Bönkhausen im Gebiet der heutigen Stadt Sundern (Sauerland) auf Eisen und insbesondere auf Blei geht spätestens auf das Mittelalter zurück. Er war im 16. Jahrhundert so bedeutsam, dass der Ort zur Bergfreiheit d. h. zu einer Minderform einer Bergstadt erhoben wurde. Auch wurden verschiedene Bergordnungen erlassen, die sich zu einem beträchtlichen Teil auf den Bergbau bei Endorf bezogen. Der Ort war zeitweise Sitz der Bergverwaltung für das Herzogtum Westfalen. Mit dem Nachlassen der Bergkonjunktur verlor der Ort diesen Status wieder. Obwohl er nunmehr überwiegend landwirtschaftlich geprägt war, spielte der Bergbau und die Eisenverhüttung im 18. und frühen 19. Jahrhundert eine bedeutende Rolle.

## Früher Eisenerzbergbau
Ob es bereits in der Bronzezeit Bergbautätigkeit in der näheren Umgebung gegeben haben könnte, ist nur Spekulation. Endorf wurde 1191 erstmals in einer von der Äbtissin des Stiftes Meschede ausgestellten Urkunde erwähnt. Bereits im Mittelalter war der Bergbau auf Blei und Eisen und die Verarbeitung der Erze von großer Bedeutung. Allerdings wurde ein für 1348 genanntes „Ysenwerk“ in der Grafschaft Arnsberg fälschlicherweise nur auf Endorf bezogen.
Eine Hütte des 15. Jahrhunderts wurde mit Wasserkraft durch einen von der Röhr abgeleiteten Graben betrieben. Südlich von Endorf weist auch der Name Hüttenberg auf einen alten Betrieb hin. Anfänglich wird man Gruben in unmittelbarer Nähe des Ortes ausgebeutet haben. Die ältere Eisenhütte und die Eisengewinnung lagen vermutlich zwischen dem 15./16. und dem 18. Jahrhundert still. Inwieweit der frühe Bergbau auf dem Berg Rothloh mit der ersten Endorfer Hütte in Beziehung stand, ist noch ungeklärt.

## Bleibergbau

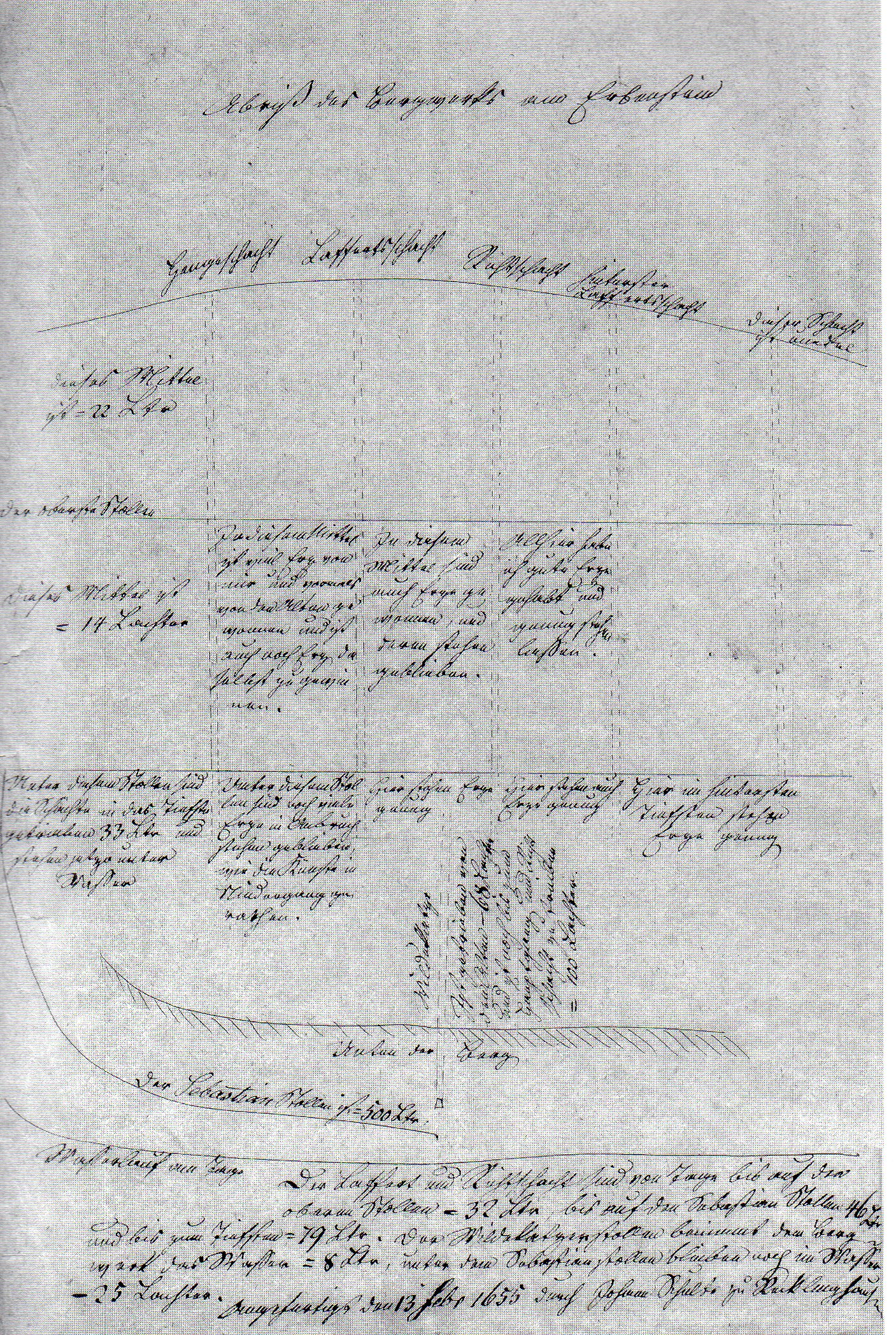
Abriss des Bergwerkes am Erbenstein mit den verschiedenen Schächten, der Lage des obersten Stollens, des Sebastiansstollens und des Wilde Katzen Stollen. Angefertigt von Steiger Johann Schulte am 13. Februar 1655

Wichtiger als die Eisenerzförderung war die Bleigewinnung. Von großer überregionaler Bedeutung waren die Vorkommen am Berg Erbenstein in Bönkhausen etwa 2,5 km von Endorf entfernt. Für den Beginn des Bleibergbaus gibt es keine schriftlichen Belege. Es gibt Indizien für hochmittelalterliche Ursprünge. Aussagen aus dem 15. Jahrhundert verweisen aber darauf, dass der Bergbau nicht vor der Herrschaft von Erzbischof Friedrich III. von Saarwerden (ab 1370) begann. Die Bedeutung des Bergbaus zeigt sich auch daran, dass es zwischen 1453 und 1482 Streit zwischen den Herren von Neheim und dem erzbischöflichen Landesherren um den Bergzehnt gegeben hatte.
Aus den Verhandlungen ist ersichtlich, dass zu dieser Zeit der Bergbau sowohl Über- wie auch Untertage betrieben worden ist.
Aus dem Jahr 1504 ist überliefert, dass Blei vom Erbenstein über die Stadt Soest in den norddeutschen Hanseraum geliefert worden ist.
Bis in das frühe 16. Jahrhundert wurde der Bergbau mit nur geringem technischen Aufwand betrieben. Erzaufbereitung und Verhüttung waren noch primitiv. Entsprechend gering war das nötige Kapital. Viele Bergleute arbeiteten noch auf eigene Rechnung oder man schloss sich zu kleinen Gruppen zusammen. Der Verkauf des selbst erzeugten Bleis hat nach Abzug der kurfürstlichen Zehnten und Betriebskosten meist nur knapp zur Bestreitung des Lebensunterhalts gereicht.
Die Dominanz des Kleinbergbaus wird auch noch in der Bergordnung von 1533 deutlich, in der sich keine Bestimmung mit dem nötigen Betriebskapital beschäftigte. Damit hinkte die Bergordnung der tatsächlichen Entwicklung möglicherweise etwas hinterher. Um 1530 bildete sich eine Gewerkschaft aus sechzehn Anteilseignern zum Bau eines Erbstollens vermutlich zur Verbesserung der Wasserhaltung. Das Unternehmen erfreute sich durch die Gewährung von Privilegien die Unterstützung durch den Landesherren Hermann von Wied.
Zwar konnte in der Folge das Wasserhaltungsproblem nicht vollständig gelöst werden, aber der überregionale Ruf des Bergbaus am Erbenstein war so groß, dass es Gewerke auch aus dem Harz und aus Köln gab. Neben anderen Bleibergwerken des Herzogtums Westfalens lieferte auch Endorf um 1560 Blei ins Mansfelder Land. Fuhrleute brachten Blei bis nach Eisleben und kehrten mit Rückfracht für Köln und Frankfurt am Main zurück. Das Blei wurde für die dortigen Seigerhütten benötigt. Diese trennten Silber von Rohkupfer. Dazu wurde in großen Mengen Blei benötigt.
Mit der Modernisierung des Bergbaus verbunden war auch die vermehrte Anstellung von Arbeitskräften.
Es gab in dieser Zeit drei Gewerkschaften. In der einen hatte Graf Ludwig von Stolberg-Königsstein den entscheidenden Einfluss. Wie hoch die Produktion damals gewesen sein muss, zeigt sich an dem großen Bedarf an Holzkohle. Diese musste teilweise von jenseits der Wasserscheide aus dem Weusper Wald herangeschafft werden. Von Ortsfremden mutete die Gegend um Endorf wie „klein Egiptten“ an. Die pyramidenförmigen Abraumhalden prägten das Landschaftsbild. Die Aufnahme enger wirtschaftlicher Beziehung zur Saigerhütte in Gladenbach (Hessen) führten um 1564 zur Anlage von zwei neuen Gruben.
Der Kölner Bürger Arnold von Kempen zahlte 1449 400 Goldgulden Pacht für die kurfürstlichen Anteile am Erbenstein. Kurze Zeit später wurde die Pacht auf 100 Goldgulden ermäßigt, weil Wasserhaltungsprobleme auftraten. Dies zeigt, dass der Landesherr auch neben den Zehnten beträchtliche Einnahmen aus dem Bergbau ziehen konnte. Gleichzeitig werden auch die Risiken deutlich. Wie von Kempen den Betrieb organisiert hatte, ist nicht bekannt. Möglicherweise kam es zu Unterverpachtungen.
Heutige Situation
Im Tal des Klingelsiepens und dessen Seitentälern Steinmücke und Tolmecke lassen sich noch zahlreiche Bergbauspuren verschiedener Art finden. Mehrere Stollen sind noch heute zu erkennen, u. a. der bekannte Churfürst-Ernst Stollen, der Wilde-Katz Stollen, der erst 2003 wieder geöffnete Steinmücke-Stollen, der Sebastianstollen, der Krähenberger Stollen, der Düthenbergstollen. Mehrere Halden im Gelände zeigen die intensive Bergbautätigkeit während der letzten Jahrhunderte. Viele Pingen zeigen den Standort ehemals mehr oder weniger tiefer Schächte. Die Pinge des Kunstschachtes auf dem Erbenstein ist mit dem Churfürst-Ernst Stollen verbunden der gut 100 m tiefer liegt. Der Sebastianstollen im Tolmecketal hört auch zu diesem Untertagesystem. An mehreren Stellen sind Pingenfelder mit kleinen Pingen zu sehen, das sind mittelalterliche Bergbautechniken, das Ergebnis des Bergbaus auf eigene Rechnung. Im Ostteil des Erbensteins befindet sich ein Tagebau aus dem 17. Jahrhundert im Sparganophyllumkalk mit ca. 8 m hohen Wänden.
Auf der Sohle des Churfürst-Ernst Stollens wurde im 19. Jahrhundert ein ca. 20 m tiefer Schacht angelegt um den Bergbau noch tiefer voranzubringen. Um das Wasser abzuführen, wurde eine 12-zöllige Saugpumpe installiert, die mittels eines Wasserrades und einem Feldgestänge angetrieben wurde. Leider hatte auch dort bereits ein Abbau in vergangener Zeit stattgefunden. Aus dem Umstand heraus das die wirtschaftliche Situation zu Ende des 19. Jahrhunderts nicht so gut war, und die Lagerstätten bei Bönkhausen vielfach erschöpft waren. ergab es sich das die Grube 1878 geschlossen wurde.

## Sitz der Bergverwaltung und Bergfreiheit
Die Bedeutung Endorfs war so groß, dass der Landesherr den Bergbau erheblich förderte. Der Aufschwung des Bergbaus führte Mitte des 16. Jahrhunderts zum Erlass mehrere Bergordnungen, die sich zu einem bedeutenden Teil mit dem Bergbau am Erbenstein bezogen. In einem längeren Prozess entwickelte sich Endorf und Bönkhausen zu einer Bergfreiheit mit besonderem Rechtsstatus. In der ersten Bergordnung von Erzbischof Hermann von Wied von 1533 wurden allen Gewerken, Knechten und Kaufleuten die ein Bergwerk betrieben, die Befreiung von Schatzung und Frondiensten zugesichert. Die Bergordnung erwähnte ausdrücklich mit „uff unsere fryheit“ ein Gebiet mit besonderen Rechten. Der Bergmeister hatte innerhalb des Reviers eine richterliche Funktion. Auch die Bergordnung von 1549 bezog sich auf den Erbenstein. Sie gewährte den Bergleuten ein eigenes Gericht und weitere Vergünstigungen.
Auch entstanden Ansätze einer Bergverwaltung. Diese hatte spätestens seit 1570 ihren Sitz in Endorf. Ein Bergmeister und zwei Berggeschworene bildeten das Bergamt oder Berggericht. Diese Funktionsträger waren vermutlich auswärtige Fachleute. Das Bergamt war zusammen mit dem bedeutenden Bergbau in der Gegend waren ausschlaggebend für die Erhebung von Endorf mit dem dazugehörigen Bönkhausen zur Bergfreiheit.
Dieser Schritt ist zu unterscheiden von der seit 1533 bestehenden Bergfreiheit der Bergleute am Erbenstein. Eine förmliche Erhebungsurkunde liegt nicht vor. Daher ist das von der Lokalgeschichtsschreibung genannte Jahr 1585 nicht völlig gesichert. Gesichert ist, dass in diesem Jahr der oberste Bergverwalter für das Herzogtum Westfalen Hans Joachim Lautenschläger sich in Endorf niederließ. In Endorf waren die städtische Verwaltung mit der Bergverwaltung eng verbunden. So war die Ratsstube auch Berggerichtsstube. Möglicherweise hatte die Ernennung des Ortes zur Bergfreiheit damit zu tun, dass die Bergleute zu einem Großteil in Endorf lebten und es sich gewissermaßen um eine Übertragung der älteren Freiheitsrechte vom Grubenbereich auf den Ort handelte. Dagegen sprechen Befunde von Siedlungsspuren direkt an den Bergwerken.
Was den Ort Endorf angeht, war er auch auf dem Höhepunkt der Bergkonjunktur nicht vollständig vom Bergbau geprägt und konnte seine agrarischen Wurzeln nie überwinden. Kirchlich blieb Endorf Teil des Kirchspiels Stockum. Auch wenn noch ein beträchtlicher Teil des Ortes landwirtschaftlich geprägt war, zeigt das erste Kirchenbuch vom Beginn des 17. Jahrhunderts mit zahlreichen Berufsbezeichnungen oder anderen Hinweisen, dass ein Teil der Bevölkerung vom Montangewerbe lebte.
Über die Bergleute selber und ihre Anzahl ist nichts bekannt. Die im 19. Jahrhundert verbreitete Zahl von 150 Beschäftigten dürfte deutlich zu hoch angesetzt sein. Immerhin existierte eine arbeitsteilige Organisation aus Bergbau und Verhüttungsbetrieben. Zumindest einige Dutzend Menschen dürften vom Montangewerbe gelebt haben. Endorf hatte es im Übrigen nicht geschafft, gestützt auf die stadtähnlichen Rechte Mitglied der Städtekurie des Landtages des Herzogtums zu werden.
Die Sonderrechte der Bergleute am Erbenstein behielten einige Zeit ihre Rechtskraft. Sie waren zumindest noch in den ersten Jahrzehnten des 17. Jahrhunderts nicht vergessen. Mit dem Dreißigjährigen Krieg begann der Niedergang des Bergbaus in Bönkhausen, der auch nach Kriegsende nicht überwunden werden konnte, obwohl sich bürgerliche Gewerke und Adelige an einer Wiederbelebung interessiert waren. Auch die Anwesenheit von Kurfürst Maximilian Heinrich von Bayern in Bönkhausen konnte daran nichts ändern.
Aus dem Jahr 1668 wird von einem Stillstand des Bergbaus am Erbenstein berichtet. Der Versuch den Betrieb wieder in Gang zu bringen scheiterte, weil der Landdroste die Bergleute zum Kriegsdienst eingezogen hatte. In dieser Zeit stand im Übrigen auch der Bergbau am Rothloh still. Die Folge war, dass die Zahl der Bewohner in Endorf deutlich absank. In diesem Zusammenhang verlor Endorf auch seine Sonderrechte als Bergfreiheit wieder.

## Wiederaufschwung im 18. Jahrhundert

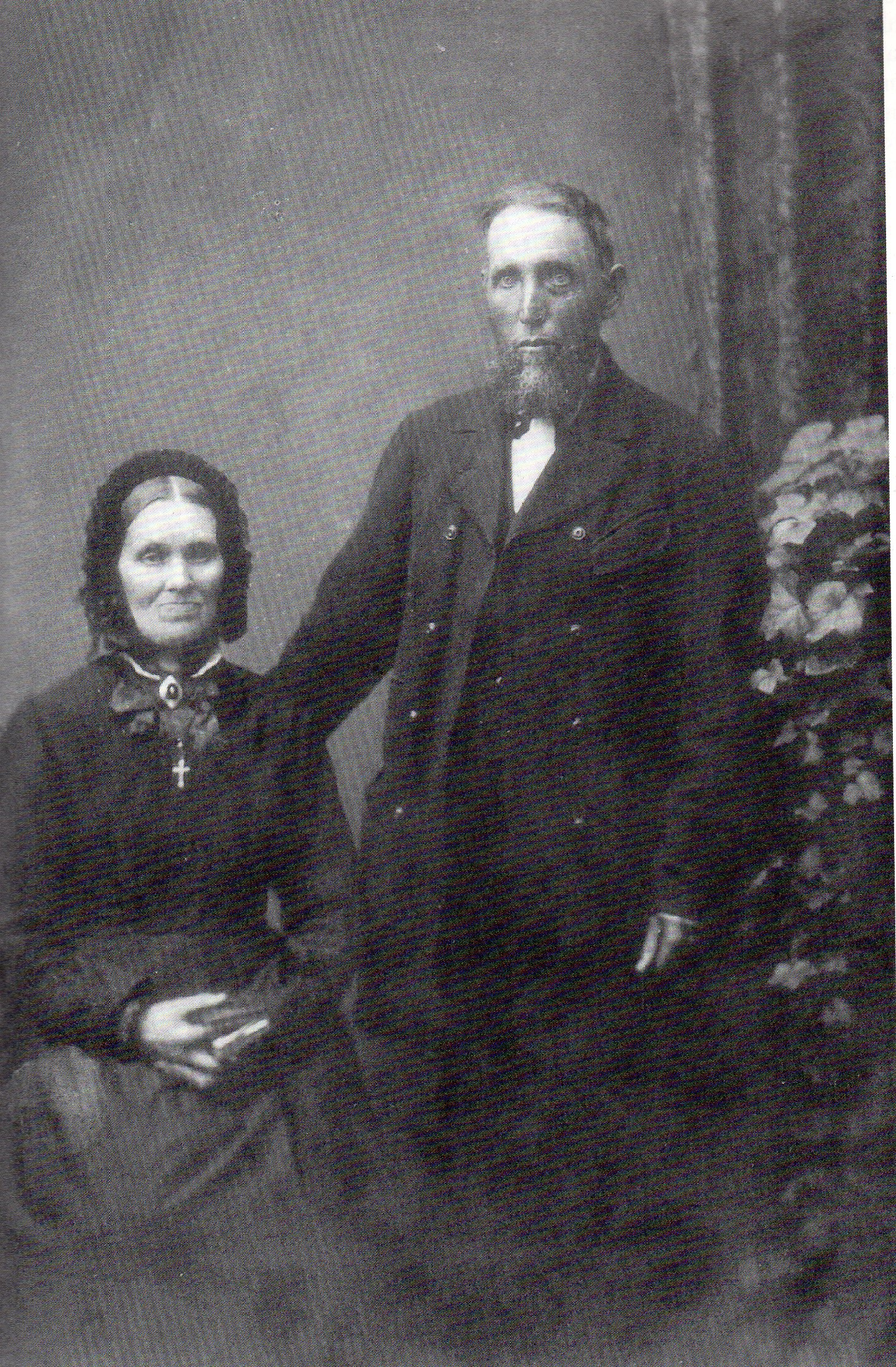
Clemens Schulte (1828–1903) war der letzte Steiger beim Bergbau am Erbenstein

Völlig aufgegeben wurde der Bergbau bei Bönkhausen nicht. Betrieben wurde er zwischen 1733 und 1761 von der Familie von Schilder, die aus Ostwestfalen stammte. Zu dieser Zeit wurden der Erbstollen und die Grube Wilde Katz betrieben. Im Jahr 1761 war die Grube Wilde Katz an Hofrat Arndts über gegangen. Zeitweise engagierte sich nach eigenen Angaben auch der Bergbau treibende Pfarrer Johannes Franz Becker am Erbenstein. Der Erbstollen war bereits ins Bergfreie gefallen.
Eine Neubelebung der Verhüttung fand in der Mitte des 18. Jahrhunderts statt. Als Endorfer Gewerkschaft ging die Hütte 1756 in den mehrheitlichen Besitz von Johann Wilhelm Arndts aus Arnsberg über. Rohstoffgrundlage waren Zechen in Wildewiese, Endorferhütte und Hagen, sowie in kleinerem Umfang Gruben in unmittelbarer Umgebung des Ortes. Von zentraler Bedeutung waren die Gruben am Rothloh. Anfang des 19. Jahrhunderts bestanden dort drei gangbare Stollen (Antonius, Gabe Gottes, Tiefe Elisabeth). Eine weitere 1780 neu eröffnete Grube war die Christianszeche am Finkenberg. Hinzu kamen weitere Bergwerke.
Anton Wilhelm Stephan Arndts Mitbesitzer und Professor für Mineralogie berichtete über den Bergbau im 18. und frühen 19. Jahrhundert. Damals wurde Erz vor allem in der Rothlohzeche, in der Michaelszeche am Leierweg und in der Christianszeche am Finkenberg abgebaut. Die wichtigste war die um 1750 eröffnete Rothlohzeche. Bis in die 1790er Jahre geschah der Abbau teilweise noch durch Förderschächte, danach durch die genannten Stollenbauten. Offenbar hatte es auch nach dem Neubeginn krisenhafte Momente gegeben. So hatte vor 1795 kaum noch ein Abbau stattgefunden und Arndts hatte die Anlagen am Rothloh teilweise in einem nicht mehr fahrbaren Zustand vorgefunden. Erst die Neuerungen von Arndts selbst haben zu einer Modernisierung des Abbaus beigetragen.
Die Belegschaft bestand in der Zeit an der Wende vom 18. zum 19. Jahrhundert aus 12 bis 14 Bergleuten. Diese waren in verschiedene Kameradschaften unterteilt und unterstanden einem Steiger. Der Vortrieb erfolgte mittels Bohrer und Sprengstoff. Der Abbau selbst wurde mit der Keilhaue und dem sonstigen üblichen Gezähe durchgeführt. Die Bezahlung erfolgte im Gedinge. Nach dem Übergang des Landes an Preußen wurde dieses monatlich von den königlichen Berggeschworenen abgeschlossen. Das höchste Gedinge wurde beim Bau des Elisabethstollens gezahlt. Dort lag es zeitweise bei 20 Reichstalern pro Lachter. Bei der Eisensteingewinnung und -förderung wurden pro Fuder dagegen nur 45 Stüber bis 1 Reichstaler 20 Stüber gezahlt. Für besondere Arbeiten wurden 8- bis 12-stündige Schichten gefahren. Dafür gab es 18 bis 20 Stüber unter Tage und 15 bis 18 Stüber über Tage. Die Förderung geschah mit Laufkarren aber meist mit Hunden, die fast ein Fuder transportieren konnten.
Die jährliche Eisensteinförderung lag bei 550 Fuder. Auf eine Erhöhung der Förderung am Rothloh wurde verzichtet, weil jährlich nicht über 350 Olper Wagen Holzkohle zu beschaffen waren. Von der Michaels Zeche kamen weitere 150 und von der Alsenberger Zeche weitere 160 Fuder zur Verhüttung mit dem Erz vom Rothloh.
Die Neubelebung des Bergbaus auf der Michaelszeche, die ebenfalls nach 1790 stillgelegen hatte, stieß auf erhebliche Probleme. Dazu gehörte das Problem der Wasserhaltung und schlechte Wetter, die Übelkeit erregten. Arndts ließ eine „Wettermaschine“ bauen, die als Gebläse die schlechte Luft vertrieb. Allein von Mai 1818 bis November 1819 wurden 263 Fuder besten Eisensteins gefördert. Beschäftigt waren dort vier bis fünf Bergleute, die dem Steiger am Rothloh unterstanden.
Die Christianszeche am Finkenberg lieferte in den ersten Jahrzehnten nach der Wiederaufnahme des Bergbaus eine beachtliche Menge Erz. Die Qualität galt jedoch als schlechter als das Erz aus den anderen Bergwerken. Später ließ die Fördermenge nach. Sie lag 1815 bei nur 30 Fuder. Beschäftigt wurden dort ebenfalls vier bis fünf Mann.
Der Hochofen der Endorfer Hütte wurde von 19 auf 26 Fuß erhöht. Mit der Zufuhr hochwertiger Erze kam die Hütte auf eine Produktionsmenge von fünf bis sechs Zentnern pro Tag bei relativ mäßigem Verbrauch an Holzkohlen.
Im Bericht des Bergmeisters Ludwig Carl Christian Buff über die Situation des Bergbaus und des Hüttenwesens im Herzogtum Westfalen aus dem Jahr 1816 wird erwähnt, dass die Hütten im Raum Stockum nicht jedes Jahr betrieben wurden. Die Endorfer Hütte wurde kurz vorher modernisiert, so dass Buff auf „große und vorteilshafte Hüttenreisen“ hoffte. Früher wurden dort 15 bis 20 Wochen im Jahr gehüttet und in vierundzwanzig Stunden 24 bis 26 Zentner Roheisen produziert.
Die Anlage genügte auf Dauer nicht mehr der technologischen Entwicklung. An Stelle der Endorfer Hütte wurde die Recklinghauser Hütte im Jahr 1852 erbaut und ein Jahr später in Betrieb genommen. Der Hochofen war 30 Fuß hoch und über dem Rost 9 Fuß und über der Gicht 2 Fuß 10 Zoll weit. Die Anlage verfügte über ein Gebläse mit drei Zylindern und einen Luftheizapparat. Außer Masseleisen zum Verfrischen wurde auch Roheisen produziert, dass sich für Gusswaren eignete. Zum Zweck des Umschmelzens verfügte die Hütte über zwei Kupolöfen.
Im Jahr 1849 wurde der Endorfer Gewerkschaft das Distriktfeld Wildewiese verliehen. Dort wurde unter anderem der Louis-, Raphael- und Franz-Friedrich-Stollen genutzt. Gefördert wurden im gesamten Bereich der Endorfer Hütte 1852/53 2759 Tonnen Eisenstein, 1853/54 4113 Tonnen, 1855/56 7398 Tonnen und 1860/61 noch 108 Tonnen.

## Ende der Montanindustrie
Das Ende des Montangewerbes hatte zu dieser Zeit schon eingesetzt. Das Oberbergamt Bonn beschrieb die Gruben um 1890 bereits in der Retrospektive. Die Grube Rosengarten am Baukloh bei Endorferhütte ging auf den älteren Bergbau zurück. Auf der Scheide von Tonschiefer als Liegendem und Grauwacke als Hangendem aufsetzend wurde Roteisenstein abgebaut. Anfänglich wurde dieser im Schachtbau betrieben. Die Schächte wurden bis in eine Tiefe von 48 Metern abgeteuft. Das Problem der Wasserhaltung erzwang 1850 den Übergang zum Stollenbau. Dieser vom Rottensiepen vorgetriebene Stollen kam unter den oberen Bauern in einer Teufe von 25 m ein und erreichte eine Länge von 260 m. Im Jahr 1865 wurde die Förderung auf der Grube eingestellt.
Das Eisenerzlager am Rothloh weist eine beachtliche Mächtigkeit von teilweise 12 m auf. Es besteht aus Braun- und Roteisenstein sowie aus Spateisenstein. Es gab insgesamt sieben Stollen. Die Seigerteufe von Gabegottes- bis zum Raphaelsstollen betrug 108 m. Die Länge des im Antoniusstollen überfahrenen edlen Mittels 150 m.
Das Erzlager der Grube Alsenberg am Berg gleichen Namens ist eine Verlängerung der Vorkommen am Rothloh. Dort wurde vor allem kalkhaltiger Eisenstein seltener Brauneisenstein gefunden. Dort gab es zwei Stollen. Von diesen wurde die Lagerstätte auf eine Länge von 90 m abgebaut. Der Betrieb wurde 1844 eingestellt.
Nach Angaben des Oberbergamtes endete der Bergbau erst 1877 in dieser Gegend völlig. Eine Wiederaufnahme hätte sich nur bei der Verbesserung der Transportverhältnisse gelohnt. Die Verhüttung wurde um 1865 eingestellt.
Anfang des 20. Jahrhunderts wurden noch einmal Untersuchungen angestellt, ob sich die Wiederaufnahme des Betriebes lohnen würde. Dazu ist es jedoch nie gekommen.